# Памятное (Херсонская область)
Памятное (укр. Пам'ятне) — село в Чулаковской сельской общине Скадовского района Херсонской области Украины.
Население по переписи 2001 года составляло 1260 человек. Почтовый индекс — 75624. Телефонный код — 5539. Код КОАТУУ — 6522385005.

## История села Памятное
Из архивной справки государственного архива Херсонской области от 25 января 2012 года, сделанной по запросу местного сельсовета:
Село основано в 1844 г. Бывший помещик (фамилия не установлена) в 1844 и 1852 гг. перевел в село крестьян из Черниговской (поэтому село носило параллельное название — Черниговка), Орловской и Курской губерний. По X ревизии (1858 г.) в селе насчитывалось 84 души мужского пола.
По выходе на волю крестьянская община получила в надел 546 дес., но в 1871 г. 1 семья перешла в мещане, поэтому 13 дес. были возвращены бывшему помещику. 533 дес. земельного надела общины распределялись по угодьям: под застройкой — 5 дес., пашни — 296 дес., под паром — 209 дес., неудобной земли — 13 дес. Под выпас скота община арендовала участок земли за 100 руб. в год. Вода в колодцах соленая, пресную воду возили из колодцев, расположенных на господской земле. Землевладение общинное, от выхода на волю до Столыпинской аграрной реформы переделов земли не было.
По переписи 1885 г. семей, которые живут в своем селе, было 47 дворов, 320 жителей (мужчин всего — 160, из них работающих (от 18 до 60 лет) — 79, женщин — 160); семей, которые живут на стороне, — 5 дворов, 8 муж., 11 жен.; посторонних (тех, что не входят в сельскую общину) — 1 двор, 3 муж., 1 жен. Из 47 хозяйств не сеют — 3, засевают до 5 дес. — 5, от 5 до 10 дес. — 9, от 10 до 25 дес. — 19, от 25 до 50 дес. — 10, больше 50 дес. — 1 хозяйство; наемный труд в хозяйствах не используют; бездомных — 2 семьи; коней рабочих — 96, нерабочих — 8, волов — 64, коров — 85, телят — 61, овец — 10, свиней — 51. Грамотных было 2 муж., 0 жен. Община получала прибыль от кабака — 290 руб. в год. Мирские расходы: церковному сторожу, на молебны, сельскому писарю, на быка. В селе была лавка.
На 1907—1908 учебный год в селе было земское училище (3 года обучения), в котором преподавал 1 учитель, училось в конце 1906 г. 36 мальчиков, 24 девочки, в конце 1907 г. соответственно — 41 и 25. Язык местного населения — украинский, язык обучения — русский. В школе грамоты в конце 1906 г. училось 12 мальчиков, 6 девочек, в 1907 г. школа грамоты в селе была закрыта.
На 1923 г. — село Чулаковского сельсовета, насчитывало 152 двора, 699 жителей (309 муж., 390 жен.).
На 1 января 1928 г. село — центр Памятного сельсовета, насчитывало 201 крестьянское хозяйство, 1 043 жителя (464 муж., 579 жен.) преимущественно русской национальности; к Памятному сельсовету также относились Аджигольские хутора, которые насчитывали 19 крестьянских хозяйств, 103 жителя (54 муж., 49 жен.) преимущественно украинской национальности, и артель Братская Община, которая насчитывала 13 крестьянских хозяйств, 47 жителей (24 муж., 23 жен.) преимущественно украинской национальности.
На 1 сентября 1946 г. — центр Памятненского сельсовета.
По решению исполкома Херсонского областного Совета депутатов трудящихся от 31 июля 1958 г. № 716 к Памятненскому сельсовету относились села Памятное, Вольная Дружина, Ивановка, Индустриальное, поселки Заозерное и Садовое.
По решению исполкома Херсонского областного Совета депутатов трудящихся от 14 мая 1959 г. № 337 поселок Садовое и села Вольная Дружина, Ивановка, Индустриальное Памятненского сельсовета выделены в Садовский сельский совет, Рыбальчанский сельсовет присоединен к Памятненскому сельсовету (села Памятное, Рыбальче, поселки Заозерное и Виноградное) — территория колхоза «Путь к коммунизму».
Ранее в составе Садовского сельского совета входило в Голопристаньский район Херсонской области Украины.
25 октября 2020 года село Памятное в составе Садовского сельского совета вошло в Чулаковскую сельскую общину Скадовского района Херсонской области.
В 2022 году, во время вторжения России на Украину, село было захвачено. На данный момент оккупировано ВС РФ.

## Местный сельский совет
- Чулаковская сельская община — 75622, Херсонская обл., Скадовский р-н, с. Чулаковка, ул. Жовтневая
- Памятненский старостинский округ — староста Самойленко Татьяна Александровна[4].